# Marina di Grecia
Marina di Grecia e Danimarca, CI, GCVO, GBE (in lingua greca: Πριγκίπισσα Μαρίνα της Ελλάδας και Δανίας; Atene, 13 dicembre 1906 – Kensington Palace, 27 agosto 1968), in seguito nota come Duchessa di Kent, era una principessa della casata reale greca, che sposò il principe Giorgio, duca di Kent, quarto figlio di Giorgio V del Regno Unito nel 1934. Ebbero tre figli: il principe Edward, duca di Kent, la principessa Alexandra, onorevole Lady Ogilvy ed il principe Michael di Kent.
La Principessa rimase vedova nel 1942, quando suo marito rimase ucciso in un incidente aereo in servizio attivo. Negli anni successivi, svolse vari incarichi reali, tra cui le celebrazioni per l'indipendenza del Ghana e del Botswana.

## Biografia

### Infanzia ed educazione

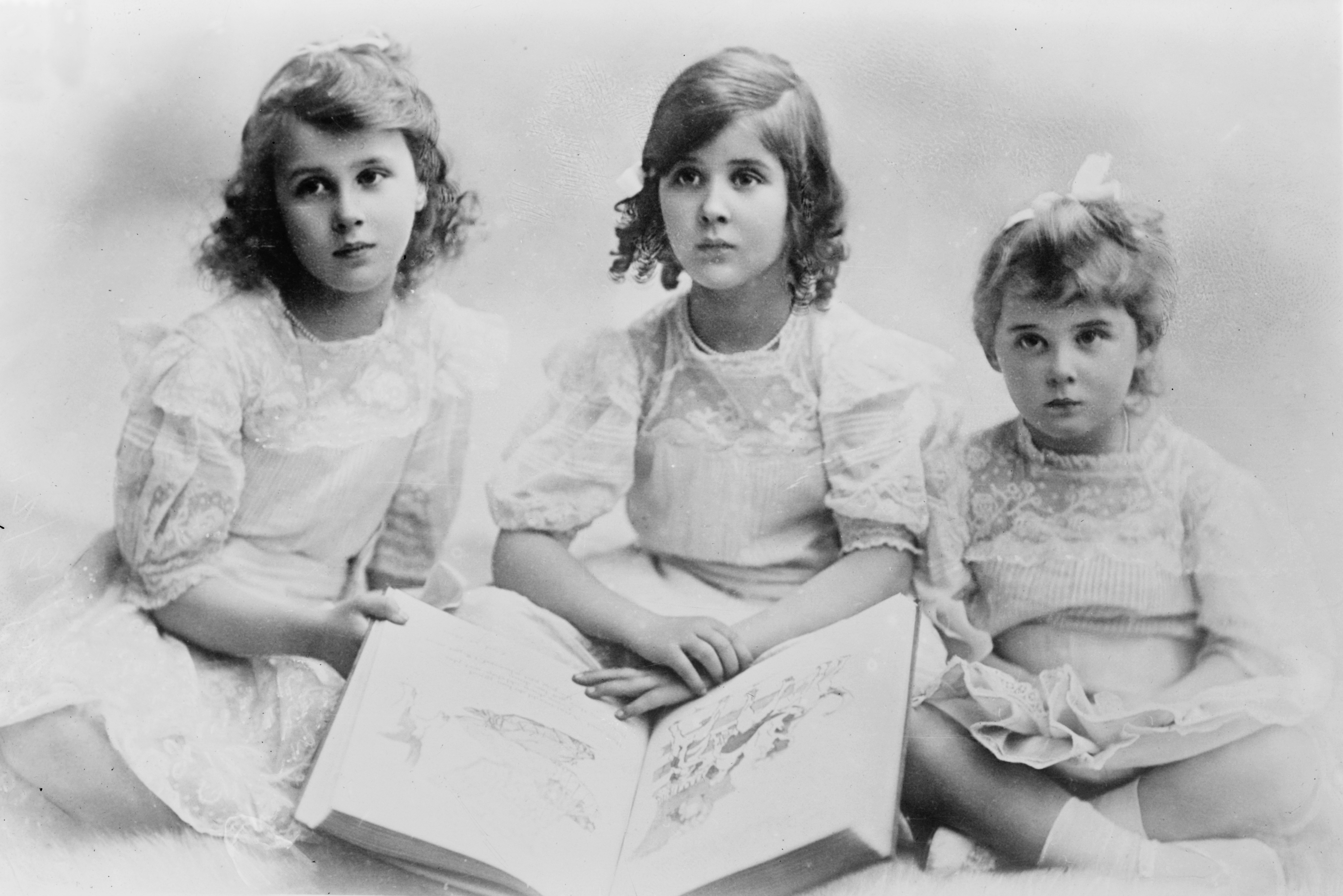
La principessa Marina di Grecia e Danimarca, a destra, con le sorella, la principessa Olga, a sinistra, e la principessa Elisabetta, al centro.

La principessa Marina nacque ad Atene, Grecia, il 13 dicembre 1906. Suo padre era il principe Nicola di Grecia, terzo figlio del re Giorgio I di Grecia. Sua madre era la granduchessa Elena Vladimirovna di Russia, nipote dello zar Alessandro II di Russia. Era la più giovane delle figlie della coppia. Uno dei suoi zii paterni era il principe Andrea di Grecia, padre del principe Filippo, duca di Edimburgo.
Venne battezzata verso la fine del 1906. I suoi padrini e madrine furono:
- re Giorgio I di Grecia (suo nonno paterno);
- re Edoardo VII del Regno Unito (suo prozio acquisito);
- Maria di Teck, principessa del Galles (futura suocera)
- il principe Andrea di Grecia (suo zio paterno);
- il granduca Boris Vladimirovič di Russia (suo zio materno);
- la granduchessa Vittoria Feodorovna di Russia (zia materna).[6]

Marina trascorse i suoi primi anni in Grecia, e visse con genitori ed i nonni paterni nel palazzo di Tatoi. Insieme alle sorelle, fu allevata ad essere devota e religiosa, cosa che fu incoraggiata dalla nonna paterna, la regina Olga di Grecia. La famiglia di Marina si recava spesso all'estero, specialmente durante i mesi estivi. La sua prima visita registrata in Gran Bretagna fu nel 1910 dopo la morte del suo padrino, Edoardo VII. Incontrò ufficialmente l'altra sua madrina e futura suocera, Mary di Teck (allora regina Mary), che trattò Marina e le sue sorelle come proprie figlie.
La famiglia reale greca fu obbligata all'esilio quando Marina aveva 11 anni, dopo il rovesciamento della monarchia greca. Successivamente si trasferirono a Parigi, mentre la principessa soggiornò con la sua famiglia allargata in tutta Europa.

### Matrimonio

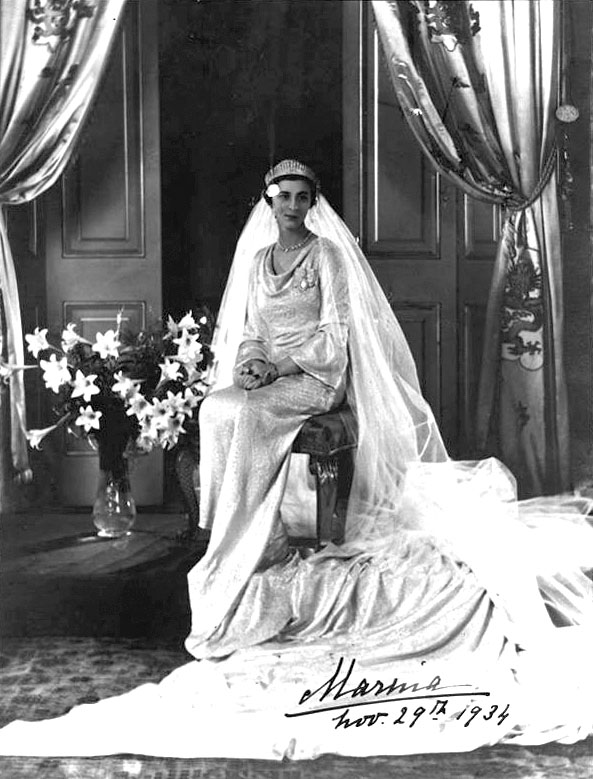
Marina in un ritratto fotografico, da lei autografato, del giorno delle nozze

Nel 1932 la principessa Marina ed il principe Giorgio del Regno Unito (poi duca di Kent), un cugino di secondo grado tramite Cristiano IX di Danimarca, si conobbero a Londra. Il loro fidanzamento fu annunciato nell'agosto del 1934. Il principe Giorgio fu creato duca di Kent il 9 ottobre 1934. Il 29 novembre 1934 si sposarono nell'abbazia di Westminster, a Londra. Il matrimonio fu un grande evento, poiché erano trascorsi più di dieci anni dall'ultimo matrimonio reale tra il principe Alberto, duca di York e lady Elizabeth Bowes-Lyon. Le nozze tra il principe George e la principessa Marina fu la prima cerimonia nuziale reale che fu trasmessa via radio, e con l'uso di altre tecnologie, come i microfoni, la sala di controllo era situata sotto la tomba del Milite Ignoto dell'Abbazia di Westminster. La funzione fu trasmessa localmente e all'estero in altre nazioni, e gli altoparlanti consentivano agli spettatori provenienti dall'esterno dell'Abbazia di sentire cosa stava succedendo. Alle nozze seguì una cerimonia greca in una cappella privata a Buckingham Palace, che fu trasformata in una cappella ortodossa per la cerimonia. Ciò avveniva per la prima volta dopo le nozze della prozia della principessa Marina, la granduchessa Maria Alexandrovna di Russia con il principe Alfredo, duca di Edimburgo durante il regno della regina Vittoria. Il matrimonio fu l'ultima occasione in cui una principessa nata all'estero si sposò all'interno della famiglia reale britannica.
L'abito della sposa era in broccato di seta bianco e argento, disegnato da Edward Molyneux, e lavorato da una squadra di sarte incluse, su richiesta di Marina, emigrate russe. L'abito era caratterizzato da "una silhouette di guaina, una scollatura a cappuccio drappeggiata, maniche a tromba e uno strascico largo." Un diadema, datole come regalo di nozze, fissava il velo di tulle.
Le otto damigelle furono le sue cugine greche, le principesse Irene, Eugenia e Caterina, sua cugina materna, la granduchessa Kira Kirillovna di Russia, la sua procugina, l'allora principessa Giuliana dei Paesi Bassi, la nipote di suo marito, la principessa Elisabetta di York, le cugine di suo marito lady Iris Mountbatten e lady Mary Cambridge.
La Royal School of Needlework realizzò una trapunta come regalo di nozze per la principessa Marina e il duca di Kent.

### Duchessa di Kent

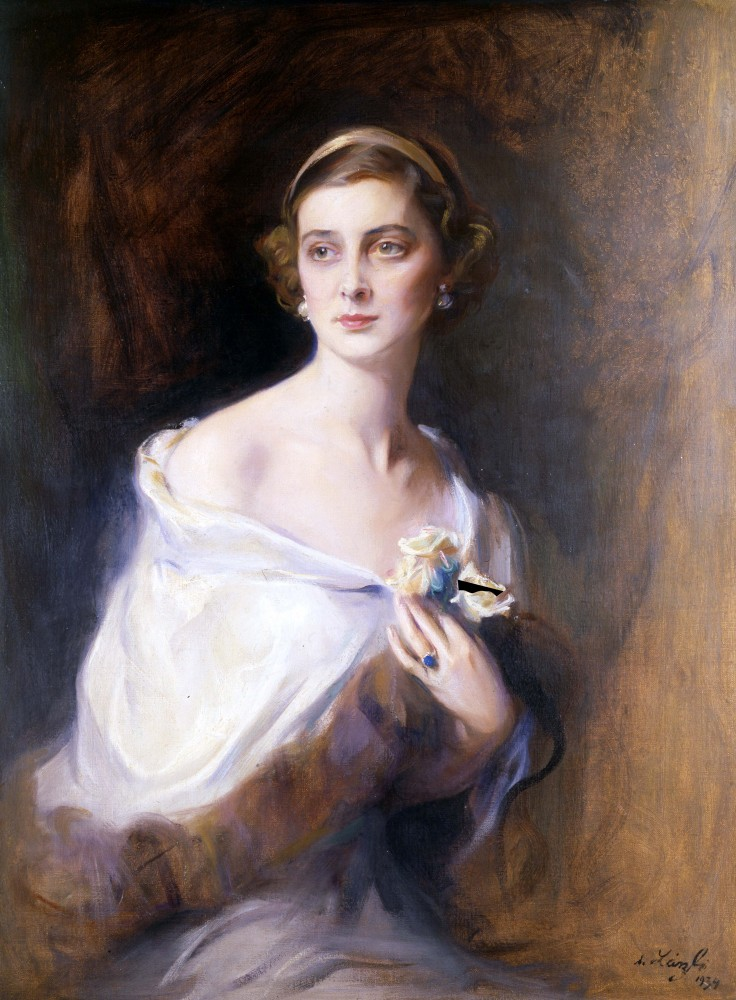
Ritratto di Marina, duchessa di Kent di Philip de László, 1934

Il Duca e la Duchessa stabilirono la loro prima residenza al 3 Belgrave Square, vicino a Buckingham Palace. Diventò patrona di diverse organizzazioni ed enti benefici, incluso l'Elizabeth Garrett Anderson Hospital, il Women's Hospital Fund e la Central School of Speech and Drama. Continuò a sostenere questi enti per il resto della sua vita. Diventò molto intima di sua suocera, la regina Mary, con la quale di solito trascorreva il tempo mentre suo marito era fuori a svolgere i suoi doveri reali.
Il Duca di Kent rimase ucciso il 25 agosto 1942 in un incidente aereo sopra Eagles Rock, vicino a Dunbeath, nella contea di Caithness, in Scozia, mentre era in servizio attivo con la Royal Air Force. La duchessa, secondo il biografo reale Hugo Vickers, fu "l'unica vedova di guerra in Gran Bretagna la cui tenuta fu costretta a pagare le tasse di morte".
Durante la seconda guerra mondiale Marina fu addestrata come infermiera per tre mesi sotto lo pseudonimo di "Sister Kay" e si unì alla riserva degli infermieri civili.

### Ultimi anni e morte
Dopo la morte del marito, la Duchessa di Kent continuò ad essere un membro molto attivo della famiglia reale, assumendo un gran numero di incarichi reali ed ufficiali. Per lungo tempo fu la presidentessa dell'All England Lawn Tennis and Croquet Club di Wimbledon.
Nel marzo 1957, quando il Ghana ottenne l'indipendenza dalla Gran Bretagna, Marina venne nominata rappresentante della Regina per le celebrazioni. Cinquant'anni dopo, al cinquantesimo anniversario della ricorrenza, fu suo figlio, il principe Edoardo, duca di Kent, a fare le veci della sovrana.
Appena prima del matrimonio dell'attuale Duca di Kent con Katharine Worsley, nel giugno 1961, Marina di Grecia annunciò che avrebbe desiderato essere conosciuta con l'appellativo Sua Altezza Reale Principessa Marina, Duchessa di Kent invece che come Sua Altezza Reale La Duchessa Vedova di Kent.
La regina Elisabetta II la accontentò e le concesse questo cambio nel titolo tradizionale. Marina rimase comunque una principessa di Grecia e di Danimarca e, dopo il matrimonio del figlio maggiore, ella ritornò ai suoi propri titoli principeschi.
Nel settembre 1966, quando il Protettorato del Bechuanaland divenne la nuova Repubblica del Botswana, la Duchessa di Kent venne nuovamente nominata a rappresentare la Regina per le manifestazioni ed il principale ospedale pubblico di Gaborone, la nuova capitale, venne chiamato in suo onore Princess Marina Hospital.
Ella fu inoltre il primo cancelliere dell'Università del Kent a Canterbury, dal 1963 fino alla sua morte avvenuta per un tumore cerebrale non operabile a Palazzo di Kensington il 27 agosto 1968, all'età di sessantuno anni.

## Discendenza
La principessa Marina di Grecia e il duca Giorgio di Kent ebbero tre figli:
- Principe Edward, duca di Kent (9 ottobre 1935) sposò Katharine Worsley l'8 giugno 1961. Hanno tre figli.
- Principessa Alexandra, onorevole Lady Ogilvy (25 dicembre 1936) ha sposato Sir Angus Ogilvy, figlio di David Ogilvy, XII conte di Airlie e lady Alexandra Coke, il 24 aprile 1963. Hanno avuto due figli.
- Principe Michael di Kent (4 luglio 1942) ha sposato Marie Christine von Reibnitz il 30 giugno 1978. Hanno due figli.

## Cultura di massa
La principessa Marina fu il soggetto della canzone She's Bought a Hat Like Princess Marina (in italiano: Si è comprata un cappello come la principessa Marina), scritta da Ray Davies ed incisa dal suo gruppo, The Kinks, per il loro album del 1969 Arthur (Or the Decline and Fall of the British Empire) (in italiano: Arthur (o il declino e la caduta dell'impero britannico)).

## Titoli, trattamento e nomine militari onorari

### Titoli e trattamento
- 13 dicembre 1906 – 29 novembre 1934: Sua Altezza Reale, la principessa Marina di Grecia e Danimarca
- 29 novembre 1934 – 8 giugno 1961: Sua Altezza Reale, la Duchessa di Kent
- 8 giugno 1961 – 27 agosto 1968: Sua Altezza Reale, la principessa Marina, duchessa di Kent

### Nomine militari onorarie
- Colonnello in Capo, del Reggimento del Kent
- Colonnello in Capo, del Reggimento Reale Personale della Regina del Kent Occidentale
- Colonnello in Capo, del Reggimento del Dorset
- Colonnello in Capo, del Reggimento Scozzese dell'Essex e del Kent
- Colonnello in Capo, del Reggimento del Devonshire e del Dorset
- Colonnello in Capo, dei Corpi degli Ingegneri Elettrici e Meccanici Reali
- Colonnello in Capo, del Reggimento della Regina (Alleati)
- Colonnello Onorario, del Battaglione del Buckinghamshire, della Fanteria leggera dell'Oxfordshire e Buckinghamshire
- Colonnello Onorario, del 4º Battaglione, della Fanteria leggera dell'Oxfordshire e Buckinghamshire
- Colonnello Onorario, del 431 LAA Reggimento RA
- Colonnello Onorario, del 299° (Cavalleria Leggera Reale del Buckinghamshire, Ussari Personali della Regina dell'Oxfordshire, e del Berkshire) Reggimento di Campo, RA
- Colonnello Onorario, del Reggimento del Buckinghamshire, RA (Territoriali)
- Colonnello, dei Buff Personali della Regina
- Comandante Onorario, del Servizio Navale Femminile Reale Australiano

## Onorificenze

Il monogramma personale della principessa Marina, duchessa di Kent.

## Ascendenza
|                                  |                         |                                               | Genitori                               |  |  | Nonni |  |  | Bisnonni                  |  |  | Trisnonni                                                      |  |
|                                  |                         |                                               |                                        |  |  |       |  |  | Cristiano IX di Danimarca |  |  | Federico Guglielmo di Schleswig-Holstein-Sonderburg-Glücksburg |  |
|                                  |                         |                                               |                                        |  |  |       |  |  | Cristiano IX di Danimarca |  |  | Federico Guglielmo di Schleswig-Holstein-Sonderburg-Glücksburg |  |
|                                  |                         | Luisa Carolina d'Assia-Kassel                 |                                        |  |  |       |  |  | Cristiano IX di Danimarca |  |  |                                                                |  |
| Giorgio I di Grecia              |                         |                                               |                                        |  |  |       |  |  | Cristiano IX di Danimarca |  |  |                                                                |  |
|                                  |                         | Luisa d'Assia-Kassel                          | Guglielmo d'Assia-Kassel               |  |  |       |  |  |                           |  |  |                                                                |  |
|                                  |                         | Luisa d'Assia-Kassel                          | Guglielmo d'Assia-Kassel               |  |  |       |  |  |                           |  |  |                                                                |  |
|                                  |                         | Luisa d'Assia-Kassel                          | Luisa Carlotta di Danimarca            |  |  |       |  |  |                           |  |  |                                                                |  |
| Nicola di Grecia                 |                         | Luisa d'Assia-Kassel                          |                                        |  |  |       |  |  |                           |  |  |                                                                |  |
|                                  |                         | Konstantin Nikolaevič di Russia               | Nicola I di Russia                     |  |  |       |  |  |                           |  |  |                                                                |  |
|                                  |                         | Konstantin Nikolaevič di Russia               | Nicola I di Russia                     |  |  |       |  |  |                           |  |  |                                                                |  |
|                                  |                         | Konstantin Nikolaevič di Russia               | Carlotta di Prussia                    |  |  |       |  |  |                           |  |  |                                                                |  |
| Olga Konstantinovna di Russia    |                         | Konstantin Nikolaevič di Russia               |                                        |  |  |       |  |  |                           |  |  |                                                                |  |
|                                  |                         | Alessandra di Sassonia-Altenburg              | Giuseppe di Sassonia-Altenburg         |  |  |       |  |  |                           |  |  |                                                                |  |
|                                  |                         | Alessandra di Sassonia-Altenburg              | Giuseppe di Sassonia-Altenburg         |  |  |       |  |  |                           |  |  |                                                                |  |
|                                  |                         | Alessandra di Sassonia-Altenburg              | Amalia di Württemberg                  |  |  |       |  |  |                           |  |  |                                                                |  |
| Marina di Grecia                 |                         | Alessandra di Sassonia-Altenburg              |                                        |  |  |       |  |  |                           |  |  |                                                                |  |
|                                  | Alessandro II di Russia | Nicola I di Russia                            |                                        |  |  |       |  |  |                           |  |  |                                                                |  |
|                                  | Alessandro II di Russia | Nicola I di Russia                            |                                        |  |  |       |  |  |                           |  |  |                                                                |  |
|                                  | Alessandro II di Russia | Carlotta di Prussia                           |                                        |  |  |       |  |  |                           |  |  |                                                                |  |
| Vladimir Aleksandrovič di Russia | Alessandro II di Russia |                                               |                                        |  |  |       |  |  |                           |  |  |                                                                |  |
|                                  |                         | Maria d'Assia e del Reno                      | Luigi II d'Assia e del Reno            |  |  |       |  |  |                           |  |  |                                                                |  |
|                                  |                         | Maria d'Assia e del Reno                      | Luigi II d'Assia e del Reno            |  |  |       |  |  |                           |  |  |                                                                |  |
|                                  |                         | Maria d'Assia e del Reno                      | Guglielmina di Baden                   |  |  |       |  |  |                           |  |  |                                                                |  |
| Elena Vladimirovna di Russia     |                         | Maria d'Assia e del Reno                      |                                        |  |  |       |  |  |                           |  |  |                                                                |  |
|                                  |                         | Federico Francesco II di Meclemburgo-Schwerin | Paolo Federico di Meclemburgo-Schwerin |  |  |       |  |  |                           |  |  |                                                                |  |
|                                  |                         | Federico Francesco II di Meclemburgo-Schwerin | Paolo Federico di Meclemburgo-Schwerin |  |  |       |  |  |                           |  |  |                                                                |  |
|                                  |                         | Federico Francesco II di Meclemburgo-Schwerin | Alessandrina di Prussia                |  |  |       |  |  |                           |  |  |                                                                |  |
| Maria di Meclemburgo-Schwerin    |                         | Federico Francesco II di Meclemburgo-Schwerin |                                        |  |  |       |  |  |                           |  |  |                                                                |  |
|                                  |                         | Augusta di Reuss-Köstritz                     | Enrico LXIII di Reuss-Köstritz         |  |  |       |  |  |                           |  |  |                                                                |  |
|                                  |                         | Augusta di Reuss-Köstritz                     | Enrico LXIII di Reuss-Köstritz         |  |  |       |  |  |                           |  |  |                                                                |  |
|                                  |                         | Augusta di Reuss-Köstritz                     | Eleonora di Stolberg-Wernigerode       |  |  |       |  |  |                           |  |  |                                                                |  |
|                                  |                         | Augusta di Reuss-Köstritz                     |                                        |  |  |       |  |  |                           |  |  |                                                                |  |